# 尾萼卷瓣兰
尾萼卷瓣兰（学名：Bulbophyllum caudatum）为兰科石豆兰属下的一个种。

## 扩展阅读
- 維基物種上的相關：尾萼卷瓣兰